# Махотин, Альберт Александрович
Альберт Александрович Махо́тин (2 января 1930, Тула, Московская область — 23 июля 1993, Мариуполь, Донецкая область) — украинский живописец, член Союза советских художников Украины. Отец художника Владислава Махотина.

## Биография
Родился 2 января 1930 года в Туле, СССР. В течение 1947—1950 годов учился в Орловском художественном училище, в 1953 году окончил Ленинградское художественное училище (преподаватели — В. Дутченко, М. Чернышев).
После получения художественного образования работал в Мариупольских художественно-производственных мастерских. Жил в Мариуполе в доме по проспекту Строителей № 84, квартира 3. Скончался в Мариуполе 23 июля 1993 года.

## Творчество
Работал в области станковой живописи. Писал пейзажи и тематические картины в реалистическом стиле. Среди работ:
- «Біля млина» (1954);
- «Ранок у степу» (1956);
- «Літній вечір» (1957);
- «Весна в парку» (1957);
- «Старе подвір’я» (1958);
- «Лист» (1958);
- «Сусідка» (1959);
- «Азовський берег» (1960);
- «Портовики» (1961);
- «Весняна дорога» (1961);
- «Задумалася весна» (1962);
- «Партизани» (1966);
- «Юність батьків» (1966);
- «Перевал» (1968);
- «Індустріальний ранок» (1970);
- «Земля Донецька» (1971);
- «Урожай» (1973);
- «Дорогами дитинства» (1973);
- «Новобудова» (1975);
- «Приморське» (1978);
- «Яхти» (1978);
- «Мирний день» (1979);
- «Обеліск над містом» (1980);
- «Недільній вечір» (1980);
- «У день Перемоги» (1980);
- «Автопортрет у зеленій сорочці» (1980);
- «Вишка» (1980);
- «Заводський краєвид» (1980);
- «В Україні» (1982).

Участвовал в городских, областных, всеукраинских и всесоюзных выставках с 1957 года. Персональные выставки прошли в Мариуполе в 1980 и 2000 (посмертно) годах, в Донецке в 1981 и 1994—1995 (посмертно) годах.